# Peñablanca
Peñablanca est une municipalité de la province de Cagayan, aux Philippines.

## Barangays
Peñablanca compte 24 barangays.
| - Aggugaddan - Alimanao - Baliuag - Bical - Bugatay - Buyun - Cabasan - Cabbo - Callao - Camasi - Centro (Pob.) - Dodan | - Lapi - Malibabag - Manga - Minanga - Nabbabalayan - Nanguilattan - Nannarian - Parabba - Patagueleg - Quibal - San Roque (Litto) - Sisim |